# Grete Heckscher
Grete Heckscher (Copenaghen, 8 novembre 1901 – Horne, 6 ottobre 1987) è stata una schermitrice danese, vincitrice di una medaglia di bronzo nella scherma ai giochi olimpici.